# Pachnobia thula
Pachnobia thula là một loài bướm đêm trong họ Noctuidae.